# Elecciones parlamentarias de Santo Tomé y Príncipe de 2002
Las elecciones parlamentarias de Santo Tomé y Príncipe se llevaron a cabo el 3 de marzo de 2002. Fueron las cuartas elecciones desde el establecimiento de la democracia, y se adelantaron varios meses, ya que deberían haberse celebrado entre octubre y noviembre, debido a una crisis política. El resultado fue una estrecha mayoría simple para el Movimiento para la Liberación de Santo Tomé y Príncipe / Partido Social Demócrata. La participación fue del 66.3% del electorado.

## Antecedentes
El 8 de diciembre de 2001, el recientemente electo presidente, Fradique de Menezes, decretó la disolución del parlamento y la convocatoria a elecciones adelantadas. El decreto fue emitido después de que el nuevo Presidente de la República y los representantes de los principales partidos políticos firmaran un acuerdo de que el ejecutivo sería más representativo, intentando siempre formar coaliciones en el parlamento. Este acuerdo, válido para dos mandatos, pretendía resolver la crisis política desatada en septiembre, cuando el MLSTP/PSD, fue expulsado del poder por una moción de censura y sus miembros boicotearon el parlamento.

## Campaña
Para estas elecciones, exceptuando el MLSTP/PSD, que corrió por su cuenta, los demás partidos buscaron formar coaliciones. El Partido Convergencia Democrática-Grupo de Reflexión formó una alianza con el Movimiento Democrático de las Fuerzas del Cambio-Partido Liberal. Cinco partidos políticos, bajo el liderazgo de Acción Democrática Independiente, fundaron la coalición Ue-Kedadji.
La campaña, iniciada el 15 de febrero, se basó en promesas sobre utilizar los ingresos del petróleo para mejorar la agricultura, la educación, y atraer la inversión extranjera.  El período previo a las elecciones fue empañado por acusaciones de que algunos partidos habían distribuido dinero a los votantes. El líder del MLSTP/PSD afirmó que las otras fuerzas políticas estaban gastando grandes cantidades de fondos extranjeros para hacer campaña, acusaciones que fueron negadas por estos partidos.

## Resultados
Alrededor del 60 por ciento de los casi 61.000 votantes del país votaron, y los observadores internacionales declararon que las elecciones fueron libres y justas.
Las elecciones no trajeron un claro ganador, ya que el opositor MLSTP/PSD ganó 24 de los 55 escaños en el Parlamento, sólo uno más que el MDFC-PL. Los ocho escaños restantes fueron para una coalición liderada por la Acción Democrática Independiente del expresidente Miguel Trovoada.
El 27 de marzo de 2002, el presidente de Menezes puso fin a tres semanas de estancamiento político decretando el nombramiento de Gabriel Costa, del MLSTP/PSD como Primer ministro. Este formó un gobierno días más tarde, constituido por miembros de las tres fuerzas políticas del Parlamento.
| Partidos | Votos  | %      | Escaños (55) |
| --- | ------ | ------ | ------------ |
| Movimiento para la Liberación de Santo Tomé y Príncipe / Partido Social Demócrata | 15,618 | 39.56% | 24           |
| Coalición MDFM-PCD - Movimiento Democrático de las Fuerzas del Cambio-Partido Liberal - Partido Convergencia Democrática-Grupo de Reflexión | 15,542 | 39.37% | 23           |
| Coalición Uê Kédadji - Acción Democrática Independiente - Partido de Renovación Democrática (Partido da Renovação Democrática) - Unión Nacional para la Democracia y el Progreso - Coalición Democrática de la Oposición - Partido Popular del Progreso | 6,398  | 16.20% | 8            |
| Otros | -      | 4.87%  | -            |

## Fuente
- Interparliamentary Union (en inglés)

- Datos: Q7665732